# Balthazar de Villars
Balthazar de Villars, né en 1557 à Lyon et mort en 1629, seigneur de Laval et du Roquet, est conseiller du Roi, président et lieutenant général en la sénéchaussée et siège présidial de Lyon, premier président au parlement de Dombes, prévôt des marchands.

## Biographie
Balthazar de Villars naît le 25 août 1557 à Lyon. Il est le fils de François de Villars lieutenant-général, et de Françoise (de) Gayan,. La famille de Villars est présente à Lyon depuis deux cents ans, où ses membres occupent des fonctions dans l'Église, la carrière des armes et la magistrature. 
Il a notamment pour frères Pierre, (1543-1613), évêque de Mirepoix (1576-1587), archevêque de Vienne (1587-1598).
Un oncle, Pierre V de Villars (1576-1587), et un neveu Jérôme (1547-1626), sont également archevêques de Vienne.

### Carrière
Il commence ses études chez les jésuites de Tournon quand il a huit ans, les continue à Paris quand il en a dix, les poursuit à Toulouse, où son frère est promu à l'évêché de Mirepoix, où il devient docteur en droit le 28 octobre 1579.
En novembre 1581, de retour dans sa ville natale, il est nommé conseiller au parlement de Dombes au coté de son père. Il se marie le 8 février 1582 avec Louise de Langes. Le 27 août suivant il est reçu lieutenant particulier, civil et criminel en la sénéchaussée de Lyon en remplacement de son père qui meurt en novembre 1582.
Il est élu deux fois prévôt des marchands de Lyon de 1598 à 1600 et de 1610 à 1612, ainsi que président du parlement de Dombes de 1597 à 1621, fonction qu'occupait M. de Langes, son beau-père. C'est en qualité de président en la sénéchaussée et siège présidial de Lyon qu'il accueille en novembre 1608 le lieutenant général au gouvernement de Lyon Charles de Neufville de Villeroy.
Il décède le 12 avril 1629 à Lyon.

## Devise
La devise de Balthazar de Villars semble avoir été « Fortis Fortuna Fortior » 